# Цимбали (концертні)
Концертні цимбали — струнний музичний інструмент, різновид народного інструмента цимбалів. Складається з дерев'яного корпусу, прямокутної, частіше трапецієподібної форми з натягнутими над ним струнами. Верхня дека виробляється із ялини або смереки, нижня із явора.
Перші концертні цимбали зробив Й. Шунда, який працював музичним майстром при угорському королівському дворі. В 1874 р. він сконструював концертні цимбали, що зайняли повноправне місце серед професійних інструментів світу. Концертні цимбали мали 35 бунтів, вистроєних у хроматичний звукоряд, діапазон — від мі великої октави до мі третьої октави. У них вперше було застосовано демпферний пристрій.
Цимбали Й. Шунди та його винахід засвідчив Ференц Ліст. Одним з найдавніших нотних збірників для цимбалів строю Шунди було видання члена Угорського королівського оперного театру — Г. Аллаги. Про популярність цієї праці говорить те, що в 1889 р. в Будапешті було здійснене її четверте видання.
Найвизначнішим цимбалістом першої половини XX ст. був Аладар Рац (1886—1956), під впливом майстерності якого І. Стравінський переклав свої фортепіанні п'єси і використав інструмент у «Байці про лисицю, кота, півня і барана».

## Концертні цимбали в Україні
У системі педагогічний та в професійній концертної діяльності почали використовуватися цимбали Й. Шунди в 60-их роках. З того часу почали створювати твори для концертних цимбалів композитори Євген Станкович, Володимир Шумейко, Володимир Зубицький, Л. Донник та інші. Яскраві концертні твори «Карпатський концерт» Мирослава Скорика, «Цвіт папороті» Є. Станковича, «Рапсодія Н 1» Богдан Котюка.
Останнім часом концертні цимбали майже повністю витіснили з педагогічної системи народні цимбали.

## Відомі українські цимбалісти
- Олександр Незовибатько
- Дмитро Попічук (народний артист України)
- Георгій Агратіна (народний артист України)
- Тарас Баран (народний артист України, заслужений діяч мистецтв України, кандидат мистецтвознавства, професор кафедри народних інструментів).
- Наталія Павловська (народна артистка України, солістка колективу G-ART #всепоцимбалах).
- Віталій Хорунжий  ( заслужений артист України. Соліст оркестру Національного Академічного Народного українського хору України ім. Г. Г. Верьовки)
- Мирослав Палійчук (композитор і професійний музикант по класу цимбалів та фортепіано)
- Петро Сказків
- Петрованчук Володимир Джараб
- Андрій Войчук (заслужений артист України)
- Микола Хорунжий ( композитор, аранжувальник, автор збірників для оркестрів народних інструментів, викладач, майстер з виготовлення музичних інструментів - цимбали )

## Світлини

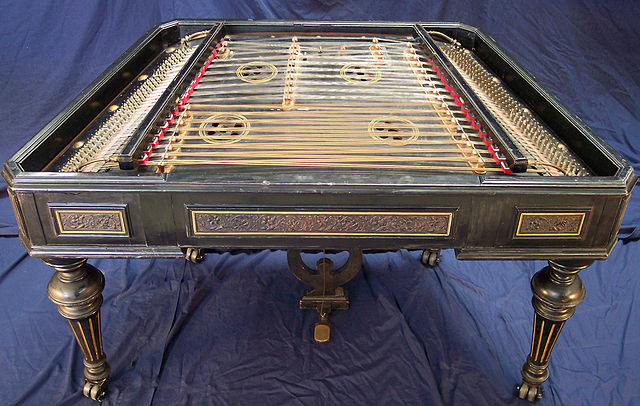
Мадярські концертні цимбалі
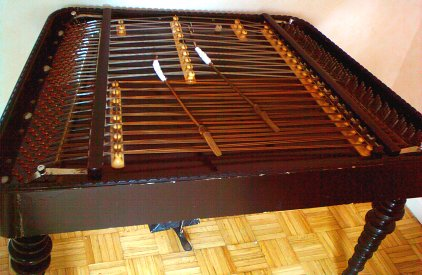
Румунські концертні цимбали
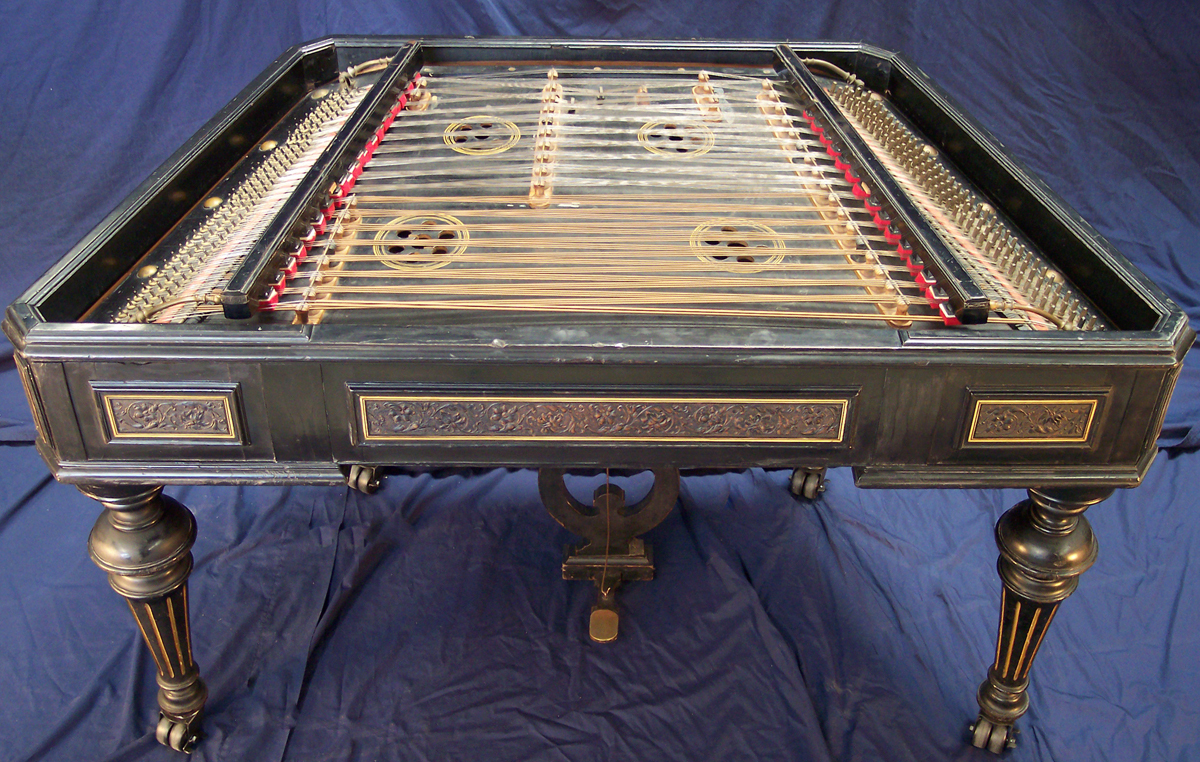